# Communauté de communes du Gabardan
La communauté de communes du Gabardan est une ancienne communauté de communes française, située dans le département des Landes et la région Aquitaine.

## Histoire
Elle a été créée le 29 décembre 2000 pour une prise d'effet au 31 décembre 2000.
Au 1er janvier 2013 a été créée la communauté de communes des Landes d'Armagnac. Elle est le résultat de la fusion de la communauté de communes du Gabardan et de la  communauté de communes du Pays de Roquefort.

## Composition
Elle regroupe les 15 communes du canton de Gabarret :
| - Arx - Baudignan - Betbezer-d'Armagnac - Créon-d'Armagnac - Escalans | - Estigarde - Gabarret - Herré - Lagrange - Losse | - Lubbon - Mauvezin-d'Armagnac - Parleboscq - Rimbez-et-Baudiets - Saint-Julien-d'Armagnac |  |

## références
1. ↑  Communauté de communes des Landes d'Armagnac